# 拉氏澳洲雙鰭電鰩
拉氏澳洲雙鰭電鰩（學名：Narcinops lasti），又稱拉氏澳洲雙鰭電鱝，為軟骨魚綱電鰩目雙鰭電鰩科澳洲雙鰭電鰩屬的一種，分布於東印度洋澳洲西部海域，深度178至350公尺，本魚體盤有白色邊緣，背部顏色圖案均勻，淺黃棕色，圓盤和尾部沒有明顯的斑點，下腹面呈淺色，鰭幾乎半透明，體長可達36.5公分，棲息在沙泥底質海域，為夜行性底棲性魚類，屬肉食性，以多毛類及甲殼類為食，體內的發電器官，可能用來防禦或捕食，生活習性不明。